# NGC 4602
NGC 4602 је спирална галаксија у сазвежђу Девица која се налази на NGC листи објеката дубоког неба.
Деклинација објекта је - 5° 7' 57" а ректасцензија 12h 40m 36,8s. Привидна величина (магнитуда) објекта NGC 4602 износи 11,8 а фотографска магнитуда 12,6. Налази се на удаљености од 34,382 милиона парсека од Сунца. NGC 4602 је још познат и под ознакама MCG -1-32-36, IRAS 12380-0451, PGC 42476.